# 民俗文化財
民俗文化財（みんぞくぶんかざい）とは、民俗資料のうち、特に資料性が高く、保存措置が必要だったり、あるいは、保存のための措置や施策が功を奏すると期待される資料を、国や地方公共団体が文化遺産保護制度の一環として指定した文化財である。
本項では主に日本における事例について述べる。

## 種類
日本の民俗文化財は有形の民俗文化財と無形の民俗文化財に大別される。
それぞれに重要有形民俗文化財、重要無形民俗文化財の指定制度があり、指定制度を補完するものとして登録有形民俗文化財、登録無形民俗文化財および記録作成等の措置を講ずべき無形の民俗文化財がある。
保護の仕方や取り扱いには違いがある。

## 日本における民俗文化財制度の整備
日本において、民俗文化財が文化財保護の対象となったのは、1950年（昭和25年）の文化財保護法制定においてであった。このとき、現在の民俗文化財は「民俗資料」として「建造物」や「美術工芸品」と並んだ有形文化財のひとつとされた。1954年（昭和29年）の文化財保護法改正（通称「第一次改正」）において、有形の民俗資料の保護に関する制度を有形文化財の指定制度から切り離し、「重要民俗資料」の指定制度が発足した。あわせて、無形の民俗資料について「記録作成等の措置を講ずべき無形の民俗資料」選択制度が発足した。1975年（昭和50年）の同法改正（通称「第二次改正」）では、従来の「民俗資料」が「民俗文化財」と改称されて、従来の重要民俗資料は重要有形民俗文化財と位置づけられ、また、新たに重要無形民俗文化財の指定制度が設けられるなど、民俗文化財制度が整備された。2005年（平成17年）の同法改正施行において、重要有形民俗文化財指定制度を補完する登録有形民俗文化財制度が発足した。さらに、2021年（令和3年）の同法改正によって、重要無形民俗文化財指定制度を補完する登録無形民俗文化財制度が発足した。
現行の文化財保護法では、民俗文化財については、第2条第1項第3号で
- 衣食住、生業、信仰、年中行事等に関する風俗慣習、民俗芸能、民俗技術及びこれらに用いられる衣服、器具、家屋その他の物件で我が国民の生活の推移の理解のため欠くことのできないもの

と規定している。これは、1954年改正時の条文に「民俗芸能」（1975年改正時追加）と「民俗技術」（2004年改正時追加）を付け加わえたものである。民俗技術とは、生活や生産のための用具・用品などの製作技術のことである。

## 有形の民俗文化財

### 重要有形民俗文化財
日本では、有形の民俗文化財のうち特に重要なものを重要有形民俗文化財として国が指定し、保護措置を講じている。2023年3月22日現在、次の226件が指定されている。
- 衣食住に用いられるもの （29件）
- 生産、生業に用いられるもの （99件）
- 交通・運輸・通信に用いられるもの （19件）
- 交易に用いられるもの （1件）
- 社会生活に用いられるもの （1件）
- 信仰に用いられるもの （41件）
- 民俗知識に関して用いられるもの （7件）
- 民俗芸能、娯楽、遊戯に用いられるもの （23件）
- 人の一生に関して用いられるもの （3件）
- 年中行事に用いられるもの（3件）

### 登録有形民俗文化財
2004年の文化財保護法改正によって民俗文化財の登録制度が発足し、国または地方公共団体の指定を受けていない有形民俗文化財のうち、保存と活用が特に必要なものを登録有形民俗文化財として登録することになった。2023年3月22日現在、次の49件が登録されている。
- 衣食住に用いられるもの （4件）
- 生産、生業に用いられるもの （37件）
- 交易に用いられるもの （1件）
- 信仰に用いられるもの （1件）
- 民俗芸能、娯楽、遊戯に用いられるもの（5件）
- 人の一生に関して用いられるもの（1件）

### 地方公共団体指定等
都道府県や市区町村も、同様に「有形民俗文化財」の指定、登録をおこなっている。

## 無形の民俗文化財

### 重要無形民俗文化財
日本では、無形の民俗文化財のうち特に重要なものを重要無形民俗文化財として国が指定し保存措置を講じている。2022年3月22日現在、次の329件が指定されている。
- 風俗慣習
  - 生産・生業 （9件）
  - 人生・儀礼 （6件）
  - 娯楽・競技 （10件）
  - 社会生活（民俗知識） （2件）
  - 年中行事 （34件）
  - 祭礼（信仰） （70件）
- 民俗芸能
  - 神楽 （41件）
  - 田楽 （25件）
  - 風流 （44件）
  - 語り物・祝福芸 （5件）
  - 延年・おこない （7件）
  - 渡来芸・舞台芸 （40件）
  - その他 （17件）
- 民俗技術
  - 生産・生業 （17件）
  - 衣食住 （2件）

### 登録無形民俗文化財
2021年の文化財保護法改正によって民俗文化財の登録制度が拡充し、国または地方公共団体の指定を受けていない無形の民俗文化財のうち、保存と活用が特に必要なものを登録無形民俗文化財として登録することになった。2023年3月22日現在、次の4件が登録されている。
- 民俗技術
  - 生産・生業 （4件）

### 記録作成等の措置を講ずべき無形の民俗文化財
重要無形民俗文化財および登録無形民俗文化財以外の無形の民俗文化財のうち、特に必要のあるものを文化庁長官が「記録作成等の措置を講ずべき無形の民俗文化財」（通称：選択無形民俗文化財）として選択し、地方公共団体の行う調査事業や記録作成の事業に助成を行っている。2023年3月22日現在、次の654件が選択されている。
- 風俗慣習
  - 生産・生業 （49件）
  - 人生・儀礼 （15件）
  - 娯楽・競技 （15件）
  - 社会生活（民俗知識）（12件）
  - 年中行事 （63件）
  - 祭礼（信仰） （110件）
  - 衣食住（1件）
  - その他 （0件）
- 民俗芸能
  - 神楽 （67件）
  - 田楽 （44件）
  - 風流 （124件）
  - 語り物・祝福芸 （8件）
  - 延年・おこない （14件）
  - 渡来芸・舞台芸 （81件）
  - その他 （38件）
- 民俗技術 
  - 生産・生業 （11件）
  - 衣食住 （1件）
  - その他 （0件）

### 地方公共団体指定等
都道府県や市区町村も、同様に「無形民俗文化財」の指定等をおこなっている。

## 補説
日本の文化財保護法第2条第1項各号の規定によれば、文化財は
- 有形文化財
- 無形文化財
- 民俗文化財
- 記念物
- 伝統的建造物群
- 文化的景観

に大別される。
このうち、「無形文化財」と「無形民俗文化財」の相違について説明する。
無形文化財は、文化財保護法によれば
- 演劇、音楽、工芸技術その他の無形の文化的所産で我が国にとつて歴史上又は芸術上価値の高いもの

と規定されており、具体的には能楽や歌舞伎、浄瑠璃などの伝統芸能や陶磁器、漆器製作などの伝統工芸である。ここで文化財と考えられるのは無形の「わざ（技術）」そのものであり、その「わざ」をもつ人や団体を「保持者」として認定している。
それに対し、民俗文化財は前述の文化財保護法にあるように
- 我が国民の生活の推移の理解のため欠くことのできないもの

と規定されており、歴史資料ないし史料としての側面が重視される。
日本の文化財保護法においては、「無形文化財」は「高度に洗練された技術」「プロの技術」を指し、その技術をもつ特定の個人や団体が「保持者」として認定される。これに対し、「無形民俗文化財」の指定対象は風俗慣習、民俗芸能、年中行事などの一般庶民の生活、慣習、行事そのものであって、特定の個人や団体を「保持者」として認定することはない。
それゆえ、日本の文化財保護法においては、無形民俗文化財はあくまでも「民俗文化財」の範疇に含まれるのであり、「無形文化財」には属さない。ただし、ユネスコの無形文化遺産では、日本におけるような「無形文化財」と「無形民俗文化財」の区別は設けていない。